# Chețani
Chețani é uma comuna romena localizada no distrito de Mureș, na região histórica da Transilvânia. A comuna possui uma área de 55.35 km² e sua população era de 2794 habitantes segundo o censo de 2007.